# 皇甫承希
皇甫承希（：／ Hwangbo Seung-hee，1976年4月22日—），大韓民國保守派政治人物，第21屆國會議員，現任國民力量首席發言人。